# At-Tall (stanowisko archeologiczne w Dystrykcie Północnym)
At-Tall (w literaturze określane także jako Et-Tell) – stanowisko archeologiczne obejmujące tell w Dystrykcie Północnym w Izraelu, w rejonie ujścia Jordanu do jeziora Genezaret. Przez część archeologów jest identyfikowane z lokalizacją biblijnego miasta Betsaida.
Identyfikację tellu jako biblijnej Betsaidy zaproponował w 1838 roku amerykański protestancki teolog i biblista Edward Robinson, który podróżował po Palestynie, zbierając materiały do publikacji Biblical Researches in Palestine and Adjacent Countries. Tell obejmuje teren o rozmiarach 400×200 m i wznosi się 30 metrów nad żyzną doliną. Najwyżej położony punkt stanowiska zlokalizowany jest na poziomie 165,91 m p.p.m., czyli około 45 m ponad współczesnym poziomem lustra wody w jeziorze. Jordan jest oddalony od tellu o około 250 m w kierunku zachodnim. Badania geologiczne i geomorfologiczne sugerują, że w przeszłości dolina ta była częścią jeziora. Seria trzęsień ziemi spowodowała gromadzenie się mułu, tworząc w ten sposób dolinę i powodując cofnięcie się północnego brzegu jeziora. Według badań, rezultatem tego procesu, który trwał aż do okresu hellenistycznego, miało być to, że Betsaida, która pierwotnie miała powstać nad brzegiem jeziora Tyberiadzkiego, znalazła się około 1,5 km na północ od linii brzegowej. Regularne prace sondażowe i wykopaliska archeologiczne są na tym terenie prowadzone od 1987 roku przez archeologów pod kierunkiem dr Ramiego Arava.
Wykopaliska wykazały, że osada na terenie At-Tall została założona w okresie wczesnego brązu (ok. 3300–3000 lat p.n.e.), a w X wieku p.n.e., w okresie biblijnym, powstało obronne miasto. W tym czasie obszary na północ i wschód od jeziora Galilejskiego były prawdopodobnie częścią aramejskiego królestwa Geszur. Jednak ani ówczesna nazwa miasta nie jest znana, ani też nie ma pewności co do jego przynależności do królestwa izraelskiego.